# ディ・マルティーノ (小惑星)
ディ・マルティーノ (3247 Di Martino) は小惑星帯にある小惑星。エドワード・ボーエルがローウェル天文台で発見した。
トリノ天文台で働いたイタリアの天文学者、マリオ・ディ・マルティーノ（Mario Di Martino、1947年生）に因んで名付けられた。